# Требъл
Требъл (от английски: treble – „троен“) e термин в спорта, най-често използван във футбола. В отборните спортове требъл постига отбор, който успява да спечели три титли в рамките на един сезон, докато в моторните спортове требъл постига пилот, който е спечелил пол позишън, самото състезание и е направил най-бърза обиколка.

## Футбол
Във футбола е възприето да се прави ограничение между континентален и национален требъл. Континенталният (или класически) се състои в спечелването на националния шампионат, националната купа и най-важният континентален турнир (Европейската шампионска лига, Африканската шампионска лига, Азиатската шампионска лига, Шампионската лига на КОНКАКАФ, Копа Либертадорес). За национален требъл са е нужно спечелването на националния шампионат и двете най-висшестоящи национални купи, например купата на съответната държава и купата на лигата. Един вид „смесен“ требъл се постига, когато един отбор спечели титли и от двата гореспоменати требъла, например националния шампионат, националната купа и Купата на УЕФА или националния шампионат, купата на лигата и Шампионската лига. В Южна Америка требъл може да направи само бразилски отбор, защото в другите държави няма турнири за местни купи.
Различно е тълкуването кои точно турнири са необходими за спечелването на требъл. Най-разпространено е схващането, че турнири, състоящи се само от финален двубой (например различни суперкупи) не се броят за необходими за постигане на требъл. Въпреки това понякога и те се смятат за част от требъла, например когато Левски (София) печели А група, Купата на България и Суперкупата на България през 2007 г., докато други източници споменават като български требъл само спечелването на А група, Купата на България и Купата на Съветската армия от Левски и ЦСКА (София) съответно през 1984 и 1989 г. На сайта на ФИФА като континентален требъл е отбелязан триумфът на мароканския Раджа (Казабланка) в Африканската шампионска лига, Суперкупата на КАФ и Афроазиатското клубно първенство през 1999 г., въпреки че последните два турнира се състоят съответно от един и два финални двубоя.

### Континентален требъл
Първият континентален требъл е постигнат от отбора на Селтик през 1967 г., когато отборът триумфира в Шотландската първа дивизия, Купата на Шотландия и КЕШ. Селтик дори печели куадръпъл, защото към тези титли добавя и Шотландската купа на лигата. Последният отбор, спечелил континентален требъл е Барселона – през 2009 г. Общо пет европейски, четири африкански, два азиатски и един северноамерикански отбор са постигали континентален требъл, а единственият с два такива требъла е египетският Ал-Ахли, при това в две последователни години.
| Отбор             | Държава           | Конфедерация | Година | Титли                                                                |
| ----------------- | ----------------- | ------------ | ------ | -------------------------------------------------------------------- |
| Селтик            | Шотландия         | УЕФА         | 1967   | Шотландска първа дивизия, Купа на Шотландия, КЕШ                     |
| ТП Енглеберт      | ДР Конго          | КАФ          | 1967   | Линафут, Купа на Конго, Африканска купа на шампионите                |
| Аякс              | Нидерландия       | УЕФА         | 1972   | Ередивиси, Купа КНВБ, КЕШ                                            |
| Вита Клуб         | Заир              | КАФ          | 1973   | Линафут, Купа на Конго, Африканска купа на шампионите                |
| Дифенс Форс       | Тринидад и Тобаго | КОНКАКАФ     | 1985   | ТТ Про Лийг, Купа на Тринидад и Тобаго, Шампионска лига на КОНКАКАФ  |
| ПСВ Айндховен     | Нидерландия       | УЕФА         | 1988   | Ередивиси, Купа КНВБ, КЕШ                                            |
| Ал-Сад            | Катар             | АФК          | 1988   | Катар Старс Лийг, Купа на Емира на Катар, Азиатско клубно първенство |
| Тай Фармърс Банк  | Тайланд           | АФК          | 1995   | Кор Ройъл Къп, Купа на Кралицата, Азиатско клубно първенство         |
| Манчестър Юнайтед | Англия            | УЕФА         | 1999   | Английска висша лига, ФА Къп, Шампионска лига                        |
| Хартс ъф оук      | Гана              | КАФ          | 2000   | Ганайска висша лига, Ганайска ФА Къп, Шампионска лига на КАФ         |
| Ал-Ахли           | Египет            | КАФ          | 2005   | Египетска висша лига, Купа на Египет, Шампионска лига на КАФ         |
| Ал-Ахли           | Египет            | КАФ          | 2006   | Египетска висша лига, Купа на Египет, Шампионска лига на КАФ         |
| Барселона         | Испания           | УЕФА         | 2009   | Примера дивисион, Купа на Краля, Шампионска лига                     |
| Интер             | Италия            | УЕФА         | 2010   | Серия А, Копа Италия, Шампионска лига                                |

### Национален требъл
| Отбор              | Държава          | Брой | Години                                   | Титли                                                                                                   |
| ------------------ | ---------------- | ---- | ---------------------------------------- | --- |
| Глазгоу Рейнджърс  | Шотландия        | 7    | 1949, 1964, 1976, 1978, 1993, 1999, 2003 | Шотландска първа дивизия/Шотландска висша лига, Купа на Шотландия, Купа на лигата                       |
| Селтик             | Шотландия        | 3    | 1967, 1969, 2001                         | Шотландска първа дивизия/Шотландска висша лига, Купа на Шотландия, Купа на лигата                       |
| Байерн Мюнхен      | Германия         | 3    | 2000, 2005, 2008                         | Първа Бундеслига, Купа на Германия, Купа на лигата                                                      |
| Линфийлд           | Северна Ирландия | 3    | 1994, 2006, 2008                         | Ирландска висша лига, Купа на Северна Ирландия, Купа на лигата                                          |
| Шамрок Роувърс     | Ирландия         | 3    | 1925, 1932, 1964                         | Лига на Ирландия, ФАИ Къп, Лига на Ирландия Шийлд                                                       |
| Саут Чайна         | Хонконг          | 3    | 1988, 1991, 2007                         | Хонгконгска първа дивизия, Хонг Конг Синиър Шийлд, Хонгконгска ФА Къп                                   |
| Нисан Мотърс       | Япония           | 2    | 1988, 1989                               | Японска футболна лига, Купа на Императора, Купа на Японската футболна лига                              |
| Кедах              | Малайзия         | 2    | 2007, 2008                               | Суперлига Малайзия, Купа на Малайзия, Малайзийска ФА Къп                                                |
| Левски София       | България         | 2    | 1984, 2007                               | А група, Купа на България, Купа на Съветската армия, Суперкупа на България                              |
| Лудогорец          | България         | 2    | 2012, 2014                               | А група, Купа на България, Суперкупа на България                                                        |
| ЦСКА София         | България         | 1    | 1989                                     | А група, Купа на България, Купа на Съветската армия                                                     |
| Ал Сад             | Катар            | 1    | 2007                                     | Катар Старс Лийг, Купа на Емира на Катар, Катар Краун Принс Къп                                         |
| Мицубиши Мотърс    | Япония           | 1    | 1978                                     | Японска футболна лига, Купа на Императора, Купа на Японската футболна лига                              |
| Кашима Антлърс     | Япония           | 1    | 2000                                     | Джей Лига, Купа на Императора, Ямазаки Набиско Къп                                                      |
| Бохемианс          | Ирландия         | 1    | 1928                                     | Лига на Ирландия, ФАИ Къп, Лига на Ирландия Шийлд                                                       |
| Дери Сити          | Ирландия         | 1    | 1989                                     | Лига на Ирландия, ФАИ Къп, Лига на Ирландия Шийлд                                                       |
| Фол Ривър Марксмен | САЩ              | 1    | 1930                                     | Америкън Сокър Лийг, Ю Ес Оупън Къп, Люис Къп                                                           |
| Ню Юорк Брукхатън  | САЩ              | 1    | 1945                                     | Америкън Сокър Лийг, Ю Ес Оупън Къп, Люис Къп                                                           |
| Крузейро           | Бразилия         | 1    | 2003                                     | Кампеонато Минейро, Копа до Брасил, Кампеонато Брасилейро Серия А                                       |
| Мелбърн Найтс      | Австралия        | 1    | 1994/1995                                | НСЛ Къп, НСЛ Премиършип, НСЛ Гранд Файнъл                                                               |
| Мелбърн Виктъри    | Австралия        | 1    | 2008/2009                                | Чалъндж Къп, А-Лига Премиършип, А-Лига Гранд Файнъл                                                     |
| Торонто Кроейша    | Канада           | 1    | 1971                                     | НСЛ Къп, Канадска национална футболна лига (редовен сезон), Канадска национална футболна лига (плейофи) |
| Сън Хей            | Хонконг          | 1    | 2005                                     | Хонгконгска първа дивизия, Хонг Конг Синиър Шийлд, Хонгконгска ФА Къп                                   |

### Други требъли
| Отбор             | Държава    | Сезон     | Титли                                                                   |
| ----------------- | ---------- | --------- | ----------------------------------------------------------------------- |
| ИФК Гьотеборг     | Швеция     | 1981/1982 | Алсвенскан, Купа на Швеция, Купа на УЕФА                                |
| Ливърпул          | Англия     | 1984      | Първа английска дивизия, Карлинг Къп, КЕШ                               |
| Галатасарай       | Турция     | 2000      | Сюпер Лиг, Купа на Турция, Купа на УЕФА                                 |
| Ливърпул          | Англия     | 2001      | ФА Къп, Карлинг Къп, Купа на УЕФА                                       |
| Байерн Мюнхен     | Германия   | 2001      | Първа Бундеслига, Купа на лигата, Шампионска лига                       |
| Порто             | Португалия | 2003      | Португалска лига, Купа на Португалия, Купа на УЕФА                      |
| ЦСКА Москва       | Русия      | 2005      | Руска Премиер Лига, Купа на Русия, Купа на УЕФА                         |
| Пачука            | Мексико    | 2006/2007 | Копа Судамерикана, Купа на шампионите на КОНКАКАФ, Мексиканска Клаусура |
| Манчестър Юнайтед | Англия     | 2008/2009 | Карлинг Къп, Световно клубно първенство, Английска висша лига           |

## Баскетбол
Трипъл в баскетбола е спечелването на националните първенство и купа и някой международен турнир.
| Отбор             | Държава   | Брой | Години                             |
| ----------------- | --------- | ---- | ---------------------------------- |
| Макаби Тел Авив   | Израел    | 6    | 1977, 1981, 2001, 2004, 2005, 2014 |
| Реал Мадрид       | Испания   | 3    | 1965, 1974, 2015                   |
| Игнис Парезе      | Италия    | 2    | 1970, 1973                         |
| Югопластика Сплит | Югославия | 2    | 1990, 1991                         |
| Панатинайкос      | Гърция    | 2    | 2007, 2009                         |
| Чибона Загреб     | Югославия | 1    | 1986                               |
| Трейсър Милано    | Италия    | 1    | 1987                               |
| Партизан          | Сърбия    | 1    | 1992                               |
| Олимпиакос        | Гърция    | 1    | 1997                               |
| Киндер Болоня     | Италия    | 1    | 2001                               |
| Барселона         | Испания   | 1    | 2003                               |
| ЦСКА Москва       | Русия     | 1    | 2006                               |

## Хокей на лед
В хокея на лед требъл може да постигне не един отбор, а един играч. Това става, когато в рамките на кариерата си хокеистът спечели поне веднъж Олимпийския турнир по хокей на лед, Световното първенство и Купа Стенли. Тогава състезателят бива приет в Тройния Златен Клуб. Това се е отдало на 22 души.
| Хокеист             | О. игри    | Световно първенство                      | Купа Стенли                                              |
| ------------------- | ---------- | ---------------------------------------- | -------------------------------------------------------- |
| Томас Йонсон        | 1994       | 1991                                     | 1982, 1983 (Ню Йорк Айлендърс)                           |
| Матс Неслунд        | 1994       | 1991                                     | 1986 (Монреал Канейдиънс)                                |
| Хокан Лооб          | 1994       | 1987, 1991                               | 1989 (Калгари Флеймс)                                    |
| Валерий Каменский   | 1988       | 1986, 1989, 1990, 1993                   | 1996 (Колорадо Аваланч)                                  |
| Алексей Гусаров     | 1988, 1992 | 1986, 1989, 1990                         | 1996 (Колорадо Аваланч)                                  |
| Петер Форсберг      | 1994, 2006 | 1992, 1998                               | 1996, 2001 (Колорадо Аваланч)                            |
| Вячеслав Фетисов    | 1984, 1988 | 1978, 1981, 1982, 1983, 1986, 1989, 1990 | 1997, 1998 (Детройт Ред Уингс)                           |
| Игор Ларионов       | 1984, 1988 | 1982, 1983, 1986, 1989                   | 1997, 1998, 2002 (Детройт Ред Уингс)                     |
| Александър Могилний | 1988       | 1989                                     | 2000 (Ню Джърси Девилс)                                  |
| Владимир Малахов    | 1992       | 1990                                     | 2000 (Ню Джърси Девилс)                                  |
| Роб Блейк           | 2002       | 1994, 1997                               | 2001 (Колорадо Аваланч)                                  |
| Джо Сакик           | 2002       | 1994                                     | 1996, 2001 (Колорадо Аваланч)                            |
| Брендън Шанахън     | 2002       | 1994                                     | 1997, 1998, 2002 (Детройт Ред Уингс)                     |
| Скот Нидермайер     | 2002       | 2004                                     | 1995, 2000, 2003 (Ню Джърси Девилс), 2007 (Анахайм Дъкс) |
| Яромир Ягър         | 1998       | 2005                                     | 1991, 1992 (Питсбърг Пенгуинс)                           |
| Иржи Шлегър         | 1998       | 2005                                     | 2002 (Детройт Ред Уингс)                                 |
| Никлас Линдстрьом   | 2006       | 1991                                     | 1997, 1998, 2002, 2008 (Детройт Ред Уингс)               |
| Фредрик Модин       | 2006       | 1998                                     | 2004 (Тампа Бей Лайтнинг)                                |
| Крис Пронгър        | 2002       | 1997                                     | 2007 (Анахайм Дъкс)                                      |
| Никлас Кронвал      | 2006       | 2006                                     | 2008 (Детройт Ред Уингс)                                 |
| Хенрик Зетерберг    | 2006       | 2006                                     | 2008 (Детройт Ред Уингс)                                 |
| Микаел Самуелсон    | 2006       | 2006                                     | 2008 (Детройт Ред Уингс)                                 |

## Моторни спортове
В моторните спортове требъл постига пилот, който е спечелил пол позишън, самото състезание и е направил най-бърза обиколка.

### Формула 1
Във Формула 1 общо 43 пилота са постигали требъл. Рекордьор е Михаел Шумахер с 22 требъла.
| Пилот              | Брой |
| ------------------ | ---- |
| Михаел Шумахер     | 22   |
| Джим Кларк         | 11   |
| Хуан Мануел Фанджо | 9    |
| Ален Прост         | 8    |
| Алберто Аскари     | 7    |
| Айртон Сена        | 7    |
| Найджъл Менсъл     | 5    |
| Деймън Хил         | 5    |
| Стърлинг Мос       | 4    |
| Джеки Икс          | 4    |
| Джеки Стюарт       | 4    |
| Фелипе Маса        | 4    |
| Джон Съртис        | 3    |
| Джак Брабам        | 3    |
| Ники Лауда         | 3    |
| Нелсън Пикет       | 3    |
| Фернандо Алонсо    | 3    |
| Греъм Хил          | 2    |
| Джеймс Хънт        | 2    |
| Марио Андрети      | 2    |
| Жак-Анри Лафит     | 2    |
| Алън Джоунс        | 2    |
| Герхард Бергер     | 2    |
| Жак Вилньов        | 2    |
| Рубенс Барикело    | 2    |
| Кими Райконен      | 2    |
| Люис Хамилтън      | 2    |
| Джузепе Фарина     | 1    |
| Бил Вукович        | 1    |
| Майк Хоторн        | 1    |
| Тони Брукс         | 1    |
| Фил Хил            | 1    |
| Йохен Ринт         | 1    |
| Йозеф Зиферт       | 1    |
| Клей Регацони      | 1    |
| Рони Петерсон      | 1    |
| Жил Вилньов        | 1    |
| Карлос Ройтеман    | 1    |
| Дейвид Култард     | 1    |
| Хуан Пабло Монтоя  | 1    |
| Дженсън Бътън      | 1    |
| Себастиан Фетел    | 1    |